# Zlatna Panega
Zlatna Panega (Bulgaars: Златна Панега) is een dorp in Bulgarije. Het is gelegen in de gemeente Jablanitsa in de oblast Lovetsj. Het dorp ligt hemelsbreed 45 km ten westen van de stad Lovetsj en 80 km ten noordoosten van de hoofdstad Sofia.

## Bevolking
Op 31 december 2020 telde het dorp Zlatna Panega 782 inwoners, een daling ten opzichte van het maximum van 1.294 personen in 1985.
| Bevolkingsontwikkeling tussen 1934 en 2020          |
| --------------------------------------------------- |
|                                                     |
| Bron: Nationaal Statistisch Instituut van Bulgarije |

Het dorp wordt nagenoeg uitsluitend bewoond door etnische Bulgaren.
| Etnische samenstelling van de respondenten (2011) | Etnische samenstelling van de respondenten (2011) | Etnische samenstelling van de respondenten (2011) | Etnische samenstelling van de respondenten (2011) | Etnische samenstelling van de respondenten (2011) |
| ------------------------------------------------- | ------------------------------------------------- | ------------------------------------------------- | ------------------------------------------------- | ------------------------------------------------- |
|                                                   |                                                   |                                                   |                                                   |                                                   |
| Bulgaren                                          | Bulgaren                                          |                                                   | 96,9%                                             | 96,9%                                             |
| Turken                                            | Turken                                            |                                                   | 0,4%                                              | 0,4%                                              |
| Roma                                              | Roma                                              |                                                   | 1,7%                                              | 1,7%                                              |
| Anders/Onbekend                                   | Anders/Onbekend                                   |                                                   | 1,0%                                              | 1,0%                                              |